# Roberto Córdova (rechtsgeleerde)
Roberto Córdova (Mexico-Stad, 5 oktober 1899 - 1967) was een Mexicaans rechtsgeleerde, hoogleraar, diplomaat en rechter. Sinds 1933 was hij hoogleraar internationaal recht. Hij was diplomaat in verschillende landen en werd van 1955 tot 1964 rechter van het Internationale Gerechtshof.

## Levensloop
Córdova studeerde rechten aan de Universiteit van Texas en de Nationale Autonome Universiteit van Mexico. Aansluitend vertegenwoordigde hij zijn land gedurende de jaren twintig in de Mexico-United States Claims Commission. Vanaf 1933 was hij hoogleraar internationaal recht aan de Vrije Rechtsschool in Mexico-Stad. Daarnaast voerde hij in de periode van 1937 tot 1940 opnieuw bemiddelingsgesprekken met de Verenigde Staten. 
Van 1938 tot 1943 was hij juridisch adviseur op de Mexicaanse ambassade in Washington D.C. en vervolgens ambassadeur in Costa Rica. In 1945 was hij de gedelegeerde van Mexico tijdens de conferentie van Chapultepec, waar de basis werd gelegd voor de Inter-American Treaty of Reciprocal Assistance (Inter-Amerikaans Verdrag voor Wederzijdse Bijstand). Ook werd hij als afgevaardigde voor Mexico uitgezonden naar de Conferentie van de Verenigde Naties in San Francisco, om te komen tot het Handvest van de Verenigde Naties.
Van 1949 tot 1954 maakte hij deel uit van de Commissie voor Internationaal Recht van de Verenigde Naties. Als bijzonder rapporteur werkte hij hier mee op het gebied van het terugdringen van staatloosheid en het regelen van dubbele nationaliteiten.
In 1955 werd hij aangesteld als rechter van het Internationale Gerechtshof in Den Haag. Hier bleef hij aan tot 1964.